# Шкредов, Владимир Петрович
Владимир Петрович Шкредов (14 сентября 1925, г. Ртищево Саратовской обл. — 27 августа 1996, Москва) — советский и российский экономист. Доктор экономических наук (1968), профессор МГУ.

## Биография
Родился 14 сентября 1925 г. в г. Ртищево Саратовской области. Великая Отечественная война застала семью в г. Фрунзе. 

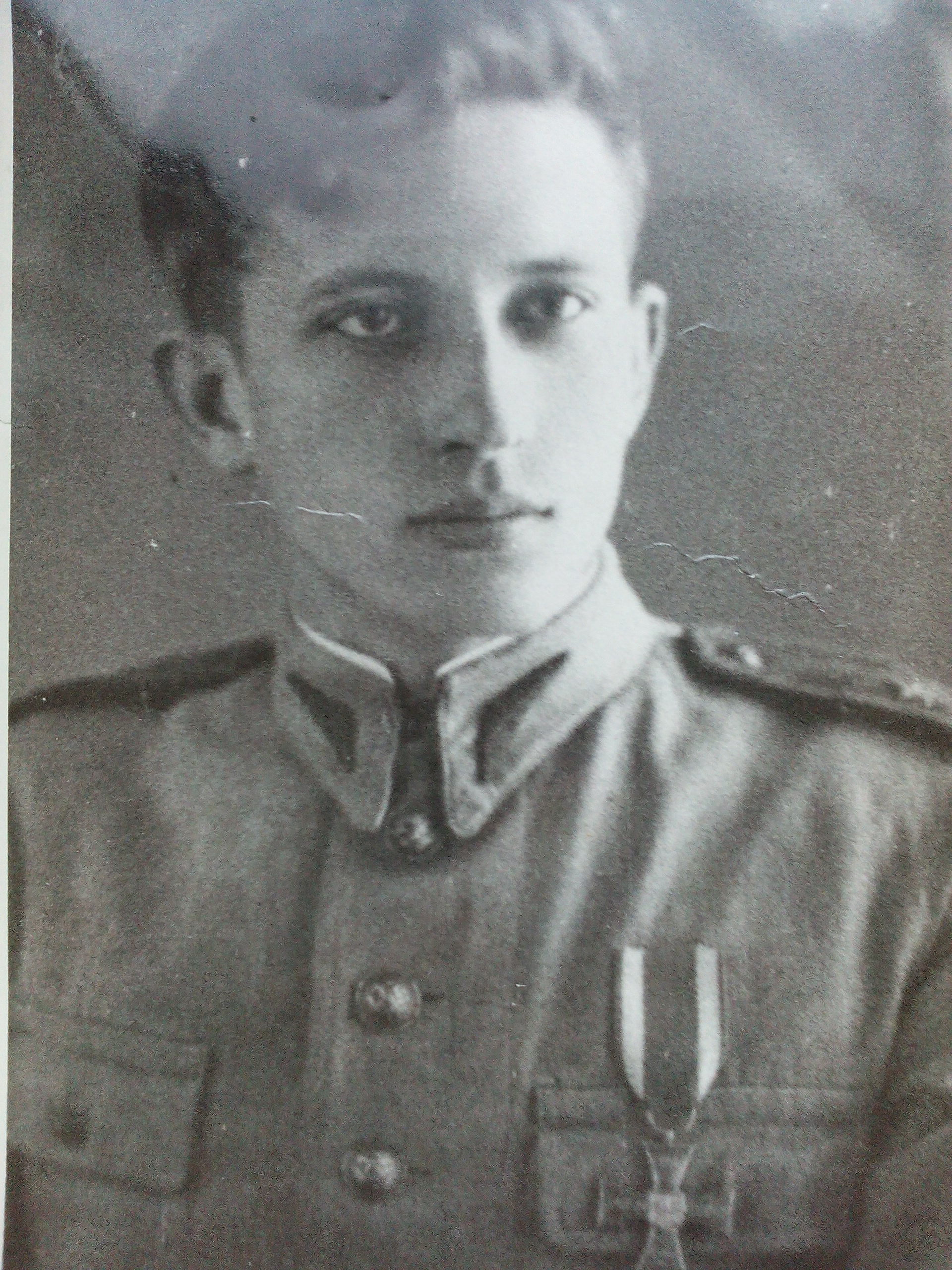
V. V Shkredov with Silver Cross Virtuti Militari. Circa 1943—1945

 18-летним юношей командовал батареей в составе Войска Польского, награждён Серебряным Крестом, был тяжело ранен. 

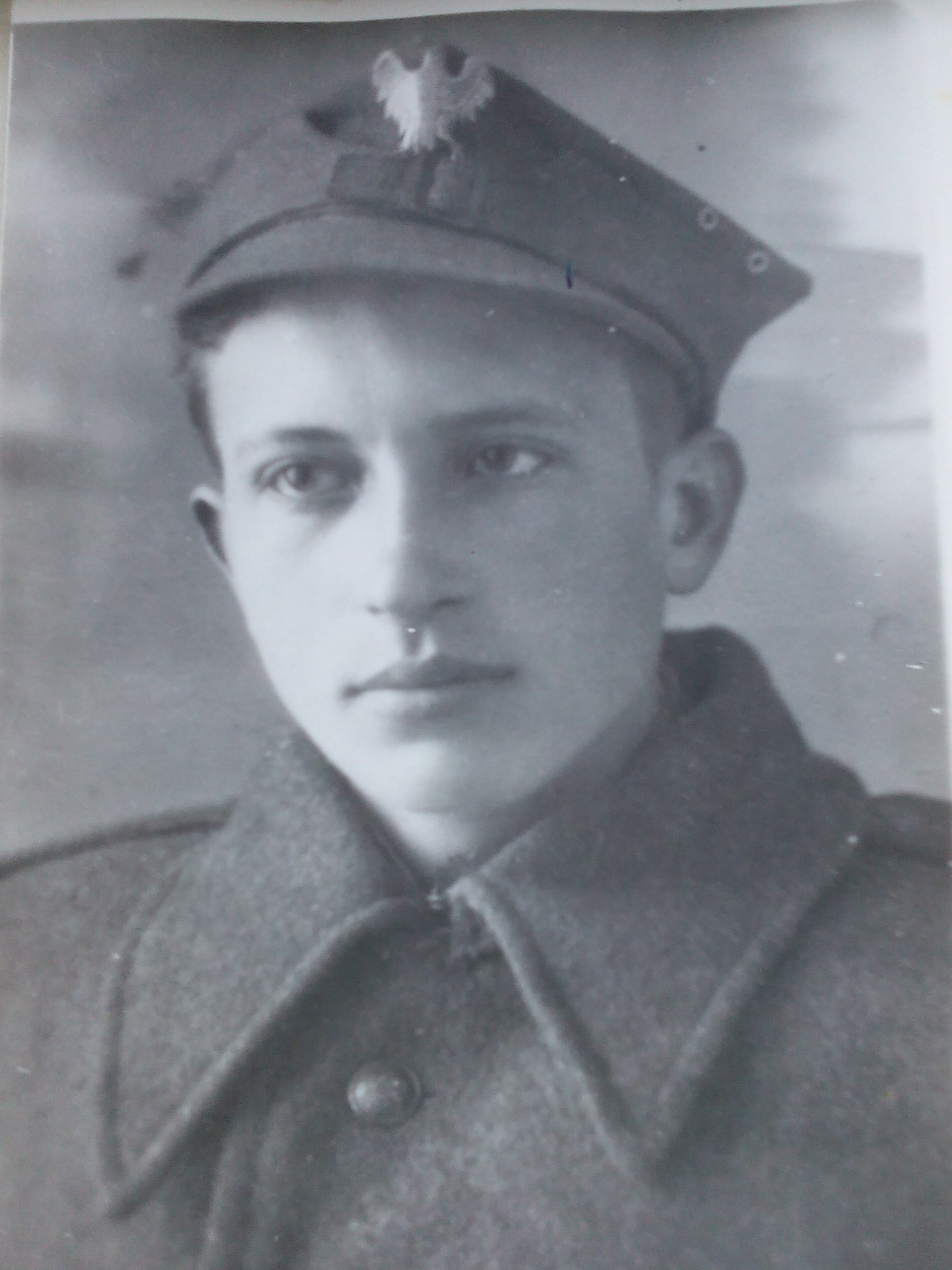
Vladimir Shkredov in WWII. Ludowe Wojsko Polskie

После войны учился во Всесоюзном заочном юридическом институте и одновременно работал в налоговой инспекции (как он выражался, «в конторе по ограблению народа»). Это определило в дальнейшем его исследовательскую деятельность — изучение фундаментального порока советской экономической науки — неразличение экономического содержания производственных отношений и их юридической формы.
С 1951 по 1960 гг. преподавал в Киргизском государственном университете. С 1960 г. жил и работал в Москве — сначала на экономическом факультете Московского государственного университета им. М. В. Ломоносова, затем с 1978 г. и до своей кончины в 1996 г. в Академии народного хозяйства при Правительстве Российской Федерации.

## Профессиональные интересы
Будучи фундаментально образованным В. П. Шкредов помимо экономики серьёзно изучал философию, особенно труды Гегеля, профессионально владел юридическими знаниями. Особое внимание в исследовательской деятельности он уделял проблеме соотношения объективных экономических процессов (производственных отношений) и юридических форм их выражения (субъективной, волевой экономической деятельности людей). В 1968 г. В МГУ защитил докторскую диссертацию по экономике на тему «Принцип исследования производственных отношений в связи с юридической формой их выражения». Основные положения её нашли выражение на страницах его монографий, высоко оцененных, в частности, авторитетным общественным журналом «Новый мир». В. П. Шкредов не отрицал относительную самостоятельность юридически-регламентирующей сферы, но утверждал, что созидательная роль права в экономике всегда ограничена развитием производительных сил. Эти теоретические положения не устарели и сегодня, а может быть стали ещё более актуальными в современных экономических реалиях нашей страны. С именем Шкредова, как отмечает Ю. М. Осипов, связано возникновение и развитие в стенах МГУ институционально-правового направления в политической экономии.
Большая заслуга принадлежит В. П. Шкредову в творческом осмыслении методологии «Капитала» и противостоянии господствовавшей тогда в экономической науке догматической трактовке исследовательского метода К. Маркса (знаменитая дискуссия на экономическом факультете в 1975 г. по докладу В. П. Шкредова, привлекшая внимание многих философов и экономистов страны).
В связи с актуальностью разработки методологических проблем экономической науки эта сфера деятельности В. П. Шкредова не потеряла значения и сегодня.
Успел В. П. Шкредов высказать глубокие и оригинальные мысли относительно предпринимательской деятельности в новых экономических условиях России. В монографии «Деньги, предпринимательство, государство» (посмертно изданной его учениками) он высказал негативное отношение к проводимой приватизации, считая, что это не вызовет появления в стране многомиллионной армии собственников, и считал более эффективным сочетание государственных и рыночных методов управления экономическими процессами.

## Научно-педагогическая деятельность
В. П. Шкредов принадлежал к университетскому научному сообществу, к школе, сложившейся на кафедре политической экономии экономического факультета, которую нередко называли по имени её заведующего школой Н. А. Цаголова. Существует «эффект Матфея», сформулированный Р. К. Мертоном, когда учёному, уже создавшему себе имя, приписываются заслуги менее известных или ниже стоящих (в соответствии с высказыванием из Евангелия от Матфея: «Ибо каждому имеющему будет дано.., а у неимеющего будет взято и то, что он имеет» (13:12 и 25:29). Не будучи формальным руководителем коллектива, В. П. Шкредов был одним из генераторов идей, которые выбивались за рамки цаголовской школы. Это хорошо чувствовали и ценили студенты, для которых Шкредов был любимым преподавателем и образцом интеллигентности, принципиальности — не учителем, который учит, а учителем, у которого учатся, — личностью. Многие из них стали профессорами, докторами наук, бизнесменами, но благодарную память о своём учителе сохранили и действенно засвидетельствовали. Неоднократно после ухода из жизни В. П. Шкредова проводились Шкредовские чтения Центром общественных наук МГУ, в журнале «Философия хозяйства» публиковались статьи, ему посвящённые, а также бережно сохранённые студентами конспекты прочитанных им лекций. Есть воспоминания о В. П. Шкредове в издании ВШЭ «Учителя об учителях». Не пропали и последние исследования В. П. Шкредова, которые сам он не успел подготовить к печати, их собрали и опубликовали три доктора наук: Ю. Осипов, А. Хандруев, А. Чепуренко . Школа Шкредова существует в его учениках — школа напряжённой мыслительной работы и безупречной логики.

## Книги
- Шкредов В. П. Экономика и право (О принципах исследования производственных отношений в связи с юридической формой их выражения) — М.: «Экономика», 1967.
- Шкредов В. П. Социалистическая земельная собственность. — Изд-во Московского университета. 1967.
- Шкредов В. П. Метод исследования собственности в «Капитале» К. Маркса. — М.: Изд-во Московского университета, 1973.
- Шкредов В. П. Деньги, предпринимательство, государство. — М.: ТЕИС, 1999.